# Вика
Ви́ка або горо́шок (Vicia) — рід квіткових рослин родини бобових (Fabaceae). 

## Опис
Це багаторічні, рідше однорічні трав'янисті рослини, з черговими зазвичай парноперистими листками. Стебла здебільшого тонкі й розгалужені й у деяких видів можуть самостійно стояти прямо, у деяких видів вони нависають, але у багатьох видів є звивисті вусики, якими вони піднімаються на інші рослини. Є від 1 до 13 пар листочків із цілими полями. Два прилистки мають рівний або зубчастий край. 
Квітки зібрані китицями на пазушних квітконосах або є квітки поодинокі чи по 2–3 у пазухах листків, майже сидячі. Чашечка дзвоникоподібна, 5-зубчаста, три нижні зубці довші за верхні. Човник віночка тупий, із 10 тичинок 9 зрослися нитками у трубочку, косо зрізану на верхівці. Кольори пелюсток варіюються від багатьох відтінків синього до фіолетового до червоного, жовтого або білого. Стовпчик на верхівці волосистий. Боби на короткій ніжці, плоскі, рідше циліндричні, здебільшого багатонасінні, рідше двонасінні. Насіння кулясте або рідко стиснуте.

## Середовище проживання
Види з роду вика поширені в Європі, Азії, Північній та Південній Америці, Африці. Види роду населяють помірні, середземноморські та тропічні гірські луки, чагарники та рідколісся.

## Екологія
Вики мають циліндричні кореневі бульбочки, де зв'язується азот. Квіти рослин запилюють джмелі, медоносні бджоли, інші бджоли та інші комахи. Види Vicia використовуються як харчові рослини гусеницями деяких метеликів та молі; серед них: Coleophora cracella, синявець Альцет (Cupido alcetas), синявець приязний (Polyommatus amandus), білюшок гірчичник (Leptidea sinapis).

## У культурі

### Етимологія назви
Українська назва виводиться через польське посередництво від давньонімецьких wicka, wiccha, яке походить від лат. vicia. Vicia в перекладі з латини означає «зв'язувач»; цю назву використовував Пліній для рослини.

### Використання
Вика сочевична (V. ervilia) була однією з перших одомашнених культур. Її вже вирощували на Близькому Сході приблизно 9500 років тому, а почали вирощувати можливо, ще на одне чи два тисячоліття раніше. Приблизно 7000 років тому у Європі інший вид — біб (V. faba) — також був одомашнений. Карбонізоване насіння вики звичайної (V. sativa) знайдено в кількох неолітичних і бронзового віку розкопках у Європі й Азії. Найдавнішими є знаходження з Сирії й Туреччини. У той же час, на протилежному кінці Євразії, народ Хоабін також використовував боби на своєму шляху до сільського господарства, як показують насіння, знайдені в печері Спіріт, Таїланд.
Всі види роду є цінними кормовими рослинами. Насіння містить до 50 % вуглеводів, 23 % білків та 1,5 % жирів. Українці готували з нього крупу, горохове борошно, що йшла на приготування юшок, каші, пюре тощо.

## Види
Рід містить понад 200 видів; в Україні зростає приблизно 24 види:
1. Vicia abbreviata
2. Vicia acutifolia
3. Vicia afghanica
4. Vicia aintabensis
5. Vicia alpestris
6. Vicia altissima
7. Vicia americana
8. Vicia amoena
9. Vicia amurensis
10. Vicia anatolica
11. Vicia andicola
12. Vicia aphylla
13. Vicia argentea
14. Vicia articulata
15. Vicia assyriaca
16. Vicia bakeri
17. Vicia balansae
18. Vicia barbazitae
19. Vicia basaltica
20. Vicia benghalensis
21. Вика дворічна (Vicia biennis)
22. Vicia bifolia
23. Vicia bijuga
24. Вика малоазійська (Vicia bithynica)
25. Vicia bungei
26. Vicia caesarea
27. Vicia canescens
28. Vicia cappadocica
29. Vicia capreolata
30. Vicia caroliniana
31. Vicia cassia
32. Вика кашубська (Vicia cassubica)
33. Vicia cedretorum
34. Vicia chaetocalyx
35. Vicia chianshanensis
36. Vicia chinensis
37. Vicia ciceroidea
38. Vicia ciliatula
39. Vicia cirrhosa
40. Vicia costae
41. Vicia costata
42. Вика мишачий горошок (Vicia cracca)
43. Vicia cretica
44. Vicia crocea
45. Vicia cusnae
46. Vicia cuspidata
47. Vicia cypria
48. Vicia dadianorum
49. Vicia davisii
50. Vicia delmasii
51. Vicia dennesiana
52. Vicia dichroantha
53. Vicia dionysiensis
54. Vicia disperma
55. Вика чагарникова (Vicia dumetorum)
56. Vicia durandii
57. Vicia epetiolaris
58. Vicia eristalioides
59. Вика сочевична (Vicia ervilia)
60. Vicia esdraelonensis
61. Біб (Vicia faba)
62. Vicia fairchildiana
63. Vicia fauriei
64. Vicia fedtschenkoana
65. Vicia ferreirensis
66. Vicia filicaulis
67. Vicia floridana
68. Vicia freyniana
69. Vicia fulgens
70. Vicia galeata
71. Vicia galilaea
72. Vicia garbiensis
73. Vicia geminiflora
74. Vicia giacominiana
75. Vicia gigantea
76. Vicia glareosa
77. Vicia glauca
78. Vicia graminea
79. Вика великоцвіта (Vicia grandiflora)
80. Vicia hassei
81. Вика шорстка (Vicia hirsuta)
82. Vicia hirticalycina
83. Vicia hololasia
84. Vicia hugeri
85. Vicia hulensis
86. Vicia humilis
87. Vicia hyaeniscyamus
88. Вика гібридна (Vicia hybrida)
89. Vicia hyrcanica
90. Vicia iberica
91. Vicia iranica
92. Vicia janeae
93. Vicia japonica
94. Vicia johannis
95. Vicia kalakhensis
96. Vicia kioshanica
97. Vicia koeieana
98. Vicia kokanica
99. Vicia kotschyana
100. Vicia kulingana
101. Vicia larissae
102. Вика горошкова (Vicia lathyroides)
103. Vicia latibracteolata
104. Vicia lecomtei
105. Vicia leucantha
106. Vicia leucophaea
107. Vicia lilacina
108. Vicia linearifolia
109. Vicia loiseleurii
110. Vicia lomensis
111. Vicia longicuspis
112. Vicia ludoviciana
113. Vicia lunata
114. Вика жовта (Vicia lutea)
115. Vicia macrantha
116. Vicia macrograminea
117. Vicia magellanica
118. Vicia megalotropis
119. Vicia melanops
120. Vicia menziesii
121. Vicia michauxii
122. Vicia minutiflora
123. Vicia mollis
124. Vicia monantha
125. Vicia monardi
126. Vicia monardii
127. Vicia montbretii
128. Vicia montenegrina
129. Vicia montevidensis
130. Vicia multicaulis
131. Vicia multijuga
132. Vicia murbeckii
133. Vicia nana
134. Вика нарбонська (Vicia narbonensis)
135. Vicia nervata
136. Vicia nigricans
137. Vicia nipponia
138. Vicia nipponica
139. Vicia noeana
140. Vicia nummularia
141. Vicia obscura
142. Vicia ocalensis
143. Vicia ochroleuca
144. Vicia ohwiana
145. Vicia olchonensis
146. Vicia onobrychioides
147. Vicia oroboides
148. Vicia orobus
149. Vicia palaestina
150. Vicia pallida
151. Vicia pampicola
152. Вика паннонська (Vicia pannonica)
153. Vicia parviflora
154. Vicia parvula
155. Vicia paucifolia
156. Vicia pectinata
157. Вика чужоземна (Vicia peregrina)
158. Vicia perelegans
159. Vicia peruviana
160. Vicia pinetorum
161. Вика горохоподібна (Vicia pisiformis)
162. Vicia platensis
163. Vicia popovii
164. Vicia pseudo-orobus
165. Vicia pseudorobus
166. Вика пухнаста (Vicia pubescens)
167. Vicia pulchella
168. Vicia pyrenaica
169. Vicia qatmensis
170. Vicia quadrijuga
171. Vicia ramuliflora
172. Vicia rigidula
173. Вика звичайна (Vicia sativa)
174. Vicia scandens
175. Vicia semenovii
176. Vicia semiglabra
177. Вика підтинна (Vicia sepium)
178. Vicia sericocarpa
179. Vicia serinica
180. Vicia serratifolia
181. Vicia setidens
182. Vicia setifolia
183. Vicia sibthorpii
184. Vicia sicula
185. Vicia sinaica
186. Vicia singarensis
187. Vicia sinogigantea
188. Vicia sojakii
189. Vicia sosnowskyi
190. Vicia sparsiflora
191. Vicia splendens
192. Vicia stenophylla
193. Vicia suberviformis
194. Vicia subrotunda
195. Vicia subvillosa
196. Вика лісова (Vicia sylvatica)
197. Vicia taipaica
198. Vicia tenera
199. Вика тонколиста (Vicia tenuifolia)
200. Vicia ternata
201. Vicia tetrantha
202. Вика чотиринасінна (Vicia tetrasperma)
203. Vicia tibetica
204. Vicia tigridis
205. Vicia tsydenii
206. Vicia unijuga
207. Vicia venosa
208. Vicia venulosa
209. Vicia vicina
210. Vicia vicioides
211. Вика волохата (Vicia villosa)
212. Vicia woroschilovii
213. Vicia wushanica